# Achaea trapezoides
Espèce
Synonymes
- Ophisma trapezoides Guenée, 1862
- Acanthodelta trapezoides (Guenée, 1862)

Achaea trapezoides est une espèce de lépidoptères (papillons) de la famille des Erebidae.
Elle se rencontre dans plusieurs pays d'Afrique, notamment en Afrique du Sud, mais aussi à Madagascar, à La Réunion, à l'Île Maurice et en Arabie saoudite.
Ses chenilles se nourrissent d'Euphorbiaceae, Acalpha sp. et Ricinus communis. Elles ont aussi été observées sur des roses.

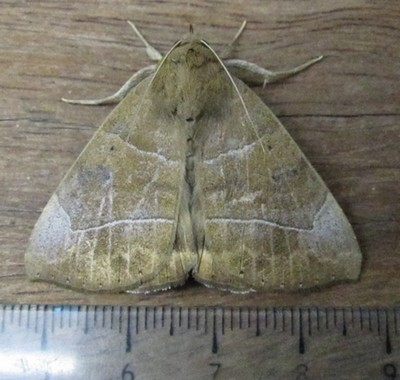
Achaea trapezoides